# نتاليا ماكاروفا
ناتاليا رومانوفا ماركوفا (Natalia Romanovna Makarova) ((بالروسية: Наталья Романовна Макарова)‏، ولدت في 21 من نوفبر عام 1940)، هي راقصة باليه بارزة أسطورية سوفيتية روسية المولد. ينص كتاب تاريخ الرقص (The History of Dance)، الذي نُشر في 1981، على أن «أداءها حدد المعايير الفنية والأرستقراطية التي ميزت رقصها، والذي جعلها أفضل راقصة باليه في جيلها في الغرب بأكمله». وقد فازت أيضًا بجوائز كممثلة.

## السيرة الذاتية
وُلدت ماكاروفا عام 1940 في ليننجراد في جمهورية روسيا الاتحادية الاشتراكية السوفيتية في الجمهوريات السوفيتية الاشتراكية (USSR) وعندما بلغت الثانية عشرة من عمرها، خاضت تجربة أداء لدخول مدرسة التدريب على الرقص في ليننجرادl (التي كانت سابقًا «مدرسة البالية الإمبراطورية»)، وتم قبولها بالرغم من أن الطلاب الآخرين ينضمون إلى المدرسة في سن العاشرة.
وكانت ماراكوفا عضوًا دائمًا في باليه كيروف (Kirov Ballet) في ليننجراد من عام 1956 وحتى 1970، إذ حصدت لقب راقصة باليه أساسية في العقد السادس من القرن الماضي. وبعد وهلة من ارتدادها إلى الغرب في 1970، بدأت في العمل في مسرح الباليه الأمريكي في نيويورك والباليه الملكي في لندن
وعندما وصلت ماراكوفا إلى الغرب لأول مرة، كان الحماس يملؤها لتوسيع فنها بالرقص في حفلات الباليه التي يصممها مدربو الرقص المعاصرون. وفي الوقت نفسه، وقد ظلت معروفة بأداء الأدوار الكلاسيكية مثل دور أوديتي/أوديل في بحيرة البجع (Swan Lake) وجيسيل (Giselle). وقد تميزت بأدائها في الإنتاج المسرحي الذي عرض على مسرح الباليه الأمريكي لبحيرة البجع, وبث متزامن منمركز لينكولن (Lincoln Center) على كلٍ من بي بي إس والإذاعة الوطنية العامة.
وقد تابعت ماكاروفا تفوقها في العديد من الأدوار المختلفة، التي كان أبرزها دورها البطولي في جيسيل (Giselle). فقد كانت خفيفة ورقيقة، وقد جمعت بين الرقة والحس الغنائي أثناء تدريبها المثالي من الطراز الأول. وقد رقصت مع نظرائها من كبار راقصي الباليه الروس الزملاء من أمثلة: ميخائيل باريشنيكوف (Mikhail Baryshnikov)، وألكسندر جودونوف (Alexander Godunov)، ورادولف نورييف (Rudolph Nureyev).
وفي عام 1987، عادت نتاليا ماكاروفا إلى مسرحها الأم في باليه كيروف واجتمعت مرة أخرى بعائلتها وزملائها ومعلميها القدامى. وقد تم توثيق عودتها المؤثرة إلى وطنها في الفيلم الوثائقي: عودة ماكاروفا (Makarova Returns). بعد أدائها في كيروف، أعلنت عن اعتزالها الرقص، والتبرع بأحذيتها وأزيائها لمتحف كيروف. واليوم تخرج ماكاروفا للمسرح عروض باليه عالمية مثل بحيرة البجع، وراقصة المعبد (La Bayadère)، والجميل النائم (Sleeping Beauty) لشركاتٍ عديدة حول العالم. وقد اعتزلت الرقص نظرًا لإصاباتها العديدة، خاصةً إصابات الركبة.
بالإضافة إلى كونها راقصة بالية مشهورة عالميًا، فازت ماكاروفا بجائزة توني عن أدائها في العرض على أطراف الأصابع. إذ جسدت دور ليديا لوبوكوفا (الليدي كينيس) في (Lady Keynes) in همس الغياب (Wooing in Absence)، التي جمعها آتريك جارلاند. وقد أدت لأول مرة في مزرعة تشارلز (Charleston Farmhouse) ثم في تيت بريطانيا (Tate Britain).

### الحياة الشخصية
في عام 1976، تزوجت من رجل الصناعة إدوارد كاركار (Edward Karkar). وقد أنجبا طفلاً، ولد في فبراير 1978.
وقد كانت تمارس هواية الرسم في أوقات فراغها.

## الجوائز
- ستينيات القرن العشرين - أفضل فنانة في جمهورية روسيا الاتحادية الاشتراكية السوفيتية
- 1965 - مسابقة فارنا الدولية للباليه - الميدالية الذهبية
- 1970 - جائزة آنا بافلوفا وجائزة النقاد، باريس
- 1977 – جائزة مجلة الرقص
- 1979 – جائزة الأم المثالية لهذا العام
- 1980 – سيرة الرقص (A Dance Autobiography)شركة نوبف للنشر (Knopf Publishers)، 1979، شهادة التميز - المعهد الأمريكي للفنون التصويرية - المجموعة المختارة للمعرض
- 1983 – جائزة توني لأحسن ممثلة في الفيلم الموسيقي - على أطراف الأصابع (برودواي)
- 1983 – جائزة دراما ديسك - على أطراف الأصابع) (برودواي)
- 1983 – جائزة عالم المسرح - على أطراف الأصابع) (برودواي)
- 1983 – جائزة أستير - على أطراف الأصابع) (برودواي)
- 1983 – جائزة دائرة النقاد الخارجية - على أطراف الأصابع) (برودواي)
- 1983 – جائزة ستانيسلافسكي - على أطراف الأصابع) (برودواي)
- 1984 – جائزة لورانس أوليفر لأحسن ممثلة في الفيلم الموسيقي - على أطراف الأصابع (لندن)
- 1985 – جائزة أمسية لندن القياسية (London Evening Standard Award) - لأحسن أداء في بالية أونجين (Onegin) لعام 1985. عرضت بعد طلب الأميرة ديانا بعد أداء ماراكوفا في أونجين في 1986، في لندن
- 1986 – الترشح لجائزة إيمي عن المسلسل التلفزيوني الوثائقي ذي الأجزاء الأربعةراقصة باليه، الذي كتبت قصته وروته ماراكوفا، في تلفزيون بي بي سي لندن/WNET
- جائزة مجمع المكتبات الأمريكية - لقراءات ماراكوفا لقصتي سيدة الثلج (Snow Maiden)، والأميرة الضفدعة وطائر النار - ديلوس ريكوردس
- 1993 – جائزة أفضل ممثل - لوس أنجلوس
- 2000 – جائزة الإنجاز الفني - المكسيك
- 2004 – جائزة الإنجاز الفني من مدرسة الباليه الأمريكية

## أعمالها

### مجموعة أعمالها
كضيف دائم في مسرح الباليه الأمريكي والباليه الملكي، وقد اشتملت مجموعة أعمالها على:
مسرح الباليه الأمريكي: حديقة الأرجوان (Lilac Garden)؛ ومرثيات الظلام (Dark Elegies)؛ وروميو وجولييت (Romeo & Juliet)؛ والفكرة والمتغيرات وأبوللو (Theme & Variations & Apollo)؛ وراقصة المعبد; مملكة الظلال؛ كوبيليا (Coppelia)؛ متطوعون (Voluntaries)؛ الابنة الضالة (Fille Mal Gardee);والسلفايد (La Sylphide)؛ ودون كيشوت (Don Quixote)؛ كسارة البندق (Nutcracker)؛ وريموندا (Raymonda) الفصل 3، الرقصات المتقابلة؛ طقس الربيع (Sacre du Printemps) (تيتلي)؛ طائر النار (Firebird)؛ حفلة موسيقية؛ جيسيل؛ بحيرة البجع؛ روميو وجولييت (ماكميلان)؛ الجميلة النائمة، السلفايد (Les Sylphides)، رقصات أخرى؛ خاتمة؛ ماندارين المعجزة (Miraculous Mandarin)؛ وبدون ربع (Pas de Quatre)؛ والنهر (The River)؛ وإيتيد (Études)؛ ورقصة زنجي (Moor's Pavane)، دويتو روميو وجولييت (Romeo & Juliet Pas de Deux) (تشرنيشوف)؛ الرغبة والصبي المتوحش (Desir & Wild Boy).
الباليه الملكي: - مانون (Manon)؛ وأنشودة الأرض (Song of the Earth)؛ وشهر في القرن (A Month in the Country)؛ حفلة موسيقية؛ وسندريلا (Cinderella)؛ والمتطوعون؛ والرقص في تجمعات (Dances at a Gathering)؛ لحن سيريناد (Serenade)؛ واختزال النخبة (Elite Syncopations)؛ وشهر في القرن؛ حفلة موسيقية؛ ومات الملك (Checkmate)؛ والأيائل (Les Biches)؛ وروائع  كينيث ماكميلان (Kenneth MacMillan) روميو وجولييت، وبحيرة البجع، وجيسيل، والجميلة النائمة، والسلفايد، وروائع فان مانين (Van Manen) مطارق بيانو بطيئة (Adagio Hammerklavier)؛ ماكميلان دويتو ورائعة أشتون دويتو الحلم (Dream Pas de Deux).
كفنان ضيف لدى شركات رقص الباليه المختلفة حول العالم، وتشتمل مجموعة أعمالها بها على:: مجموعة الأعمال الكلاسيكية (جيسيل، وبحيرة البجع، ولسلفايد، ولسلفايد) وأونجين
(كرانكو "(Cranko") نوتردام باريس (Notre Dame de Paris)، كارمن (Carmen)، وبروست (Proust)، والرجل الشاب والموت (Le Jeune Homme et la Mort) (بوتي)؛ وروميو وجولييت (كرانكو)، وبحيرة البجع (كرانوكو)، رائعة نوميير الأوهام (Illusions) - مثل بحيرة البجع، الفصل الثاني، ولسوناتا التي كتبها باخ (بيجارت " (Bejart")؛ كسارة البندق (نوميير)؛ وروميو وجولييت (نسخة كاملة من دويتو تشايكوفسكي)، والعندليب (Le Rossignol) (أشتون)، وروزاليندا (Rosalinda) (هيند " (Hynd")، دويتو تشايكوفسكي (بلاشين "Balanchine")، والأشباح (Apparitions) (أشتون)؛ ظهيرة الفون (Afternoon of a Faun) (روبنز "Robbins")؛ والتأمل (Meditation) (هايجين)، والحقيقة (فيلد "(Feld")، والدرس (The Lesson) (فليندت "Flindt")، والترايدور (The Toreador) (بورنيفيل "Bourneville")؛ والبجعة المحتضرة (Dying Swan)، ودويتو القرصان (Corsaire Pas de Deux)، ودويتو دون كيشوت (Don Quixote Pas de Deux).

### الإنتاجات الأصلية التي عرضتها وأخرجتها ماراكوفا
- 1974 – مملكة الظلال - مسرح الباليه الأمريكي
- 1980 – راقصة المعبد - مسرح الباليه الأمريكي
- 1983 – باكويتا - مسرح الباليه الأمريكي
- 1984 – مملكة الظلال - الباليه الوطني الكندي
- 1985 – مملكة الظلال - مهرجان باليه لندن
- 1986 – مملكة الظلال – تياترو مانيسيبال - ريو دي جانيرو، البرازيل
- 1988 – بحيرة البجع - مهرجان باليه لندن
- 1989 – راقصة المعبد - الباليه الملكي السويدي
- 1989 - راقصة المعبد – الباليه الملكي - كوفينت جاردن - لندن
- 1991 – باكويتا - الباليه الوطني الكندي
- 1991 – باكويتا - شركة الباليه العالمية، كوريا
- 1992 – راقصة المعبد - باليه لا سكالا
- 1992 – راقصة المعبد - تياترو كولون، الأرجنتين
- 1997 – راقصة المعبد - الباليه الفنلندي الوطني
- 1997 – راقصة المعبد - باليه سانتياجو، شيلي
- 1998 – راقصة المعبد - الباليه الأسترالي
- مملكة الظلال (2000 – Kingdom of the Shades) - باليه سان فرانسيسكو
- 2000 – جيسيل - الباليه الملكي السويدي
- 2000 – راقصة المعبد - تياترو مانيسيبال، ريو دي جانيرو
- 2001 – بحيرة البجع - تياترو مانيسيبال، ريو دي جانيرو
- 2002 – راقصة المعبد - باليه هامبرغ
- 2003 - الجمال النائم – الباليه الملكي - كوفينت جاردن - لندن
- 2002 – باكويتا (Paquita) – باليه سان فرانسيسكو
- 2004 – راقصة المعبد - تياتر ويكي أوبيرا نارودوا، وارسوا، بولندا
- 2005 – بحيرة البجع - باليه بيرم روسيا
- 2007 – راقصة المعبد - الباليه النرويجي الوطني
- 2007 – بحيرة البجع - الباليه الوطني بالصين
- 2008 – راقصة المعبد - باليه كوريلا، تياترو ريال، مدريد
- 2009 – راقصة المعبد - باليه طوكيو

### الفيلموغرافيا (قائمة الأفلام)
- 1970 – تلفزيون بي بي سي – البجعة السوداء (Black Swan) دويتو مع رودولف نيورييف والبجعة المحتضرة
- 1976 – بحيرة البجع مع إيفان ناجي في دار أوبرا ميتروبوليتان - حفلة مباشرة من مركز لينكلون - مسرح الباليه الأمريكي.
- 1976 – دون كيشوت دويتو، جيسل الفصل الثاني (شريك باريشنيكوف) تلفزيون بي بي سي لندن.
- 1977 – بحيرة البجع مع ميخائيل باريشنيكوف في دار أوبرا ميتروبوليتان - حفلة مباشرة من مركز لينكلون - مسرح الباليه الأمريكي
- 1978 – بحيرة البجع دويتو مع فيرناندو بوجونيز في دار ميتروبوليتان - حفلة مباشرة من مركز لينكلون - مسرح الباليه الأمريكي.
- 1978 – رائعة جيرومي روبين رقصات أخرى مع ميخائيل باريشنيكوف - WNET
- 1979 – مطلق (assoluta) – ناتاليا ماكاروفا، لندن
- 1979 – سحر الرقص (The Magic of Dance)
- 1980 – إنتاج ماكاروفا لباليه راقصة المعبد مع أنتوني دويل في دار ميتروبوليتان - حفلة مباشرة من مركز لينكلون - مسرح الباليه الأمريكي
- 1980 – بحيرة البجع مع أنتوني دويل - الباليه الملكي، تلفزيون ثيمز، لندن
- 1981 – الأداء القيادي أما الرئيس–الأداء الافتتاحي لمهرجان انتخاب الرئيس رونالد ريجان، مركز كينيدي، واشنطن
- 1983 – ترحيب النجوم للرئيس (Stars Salute the President) - مسرح فورد، واشنطن (للرئيس ريجان)
- 1984 – مهرجان النجوم–بروست (بوتي) مع ريتشارد كراجون & بدء رقصة البجوين، WNET، راديو سيتي، نيويورك
- 1985 – ناتاشا (Natasha) - ناتاليا ماكاروفا - شركة الفيديو الوطنية/كولتور الولايات المتحدة الأمريكية
- 1985 – مسرح الباليه الأمريكي في سان فرانسيسكو– شركة الفيديو الوطنية
- 1985 – في فئة خاصة بها (In a Class of Her Own)– ناتاليا ماراكوفا - تلفزيون ثيمز - لندن
- 1985 – مسرح الباليه الأمريكي في ميتروبوليتان- رائعة ماكاروفا تعرض في دار أوبرا ميتروبوليتان، بنيويورك
- 1986 – راقصة البالية– مسلسل تلفزيوني من أربعة أجزاء في تلفزيون بي بي سي
- 1988 – مسابقة إريك برون الأولى - ظهور كضيفة شرف بواسطة ناتاليا ماراكوفا
- 1988 – العودة إلى باليه كيروف - البجعة البيضاء (White Swan) مع زاكلينسكي (Zaklinsky) - بث مباشر من تلفزيون بي بي سي لندن
- 1988 – روميو وجولييت (ماكميلان) مع كيفين ماكينزي (Kevin Mckenzie) في دار أوبرا ميتروبوليتان - حفلة مباشرة من مركز لينكلون - مسرح الباليه الأمريكي.
- 1989 – عودة ماراكوفا تلفزيون بي بي سي، لندن/كولتور، الولايات المتحدة الأمريكية
- 1989 – أسطورة ليننجراد (Lenningrad Legend) تلفزيون بي بي سي، برنامج فني، لندن/كولتور، الولايات المتحدة الأمريكية
- 1989 – بحيرة البجع - إنتاج نتاليا ماكاروفا لمهرجان باليه لندن
- 1991 – راقصة المعبد – إنتاج نتاليا ماكاروفا للباليه الملكي - من كوفينت جاردن - كاميرس كونتينتال، أياما وثيمز
- 1991 – صورة جيسيل (A Portrait of Giselle)
- 1994 – أعظم رحلات القطار لبي بي سي (BBC Great Railway Journeys)– من سانت بطرسبرج إلى طشقند - كتبتها وقدمتها ناتاليا ماكاروفا
- 2007 – راقصة المعبد - إنتاج نتاليا ماكاروفا لباليه لا سكالا، ميلان.
- 2009 – راقصة المعبد - إنتاج نتاليا ماكاروفا للباليه الملكي، كوفينت جاردن، لندن.
- 2011 – حياتا ناتاليا ماكاروفا (Natalia Makarova Two Lives) - فيلم وثائقي روسي

## كتابات أخرى
- Makarova، Natalia (1979). A Dance Autobiography. New York: Alfred A. Knopf. {{استشهاد بكتاب}}: الوسيط غير المعروف |الرقم المعياري= تم تجاهله يقترح استخدام |ردمك= (مساعدة)
- Austin، Richard (1974). The Ballerina. London: Vision Press Limited. {{استشهاد بكتاب}}: يحتوي الاستشهاد على وسيط غير معروف وفارغ: |الرقم المعياري= (مساعدة)
- Zozulina، Natalia (1990). Natalia Makarova - 18 Years Later. Leningrad. {{استشهاد بكتاب}}: يحتوي الاستشهاد على وسيط غير معروف وفارغ: |الرقم المعياري= (مساعدة)صيانة الاستشهاد: مكان بدون ناشر (link)
- Makarova، Natalia (1994). Great Railway Journeys: St Petersburg to Tashkent. London: BBC Books. {{استشهاد بكتاب}}: يحتوي الاستشهاد على وسيط غير معروف وفارغ: |الرقم المعياري= (مساعدة)
- Clark Crisp (1987). Ballerina - The Art of Women in Classical Ballet. London: BBC Books. {{استشهاد بكتاب}}: يحتوي الاستشهاد على وسيط غير معروف وفارغ: |الرقم المعياري= (مساعدة)

## وصلات خارجية
- نتاليا ماكاروفا على موقع IMDb (الإنجليزية)
- نتاليا ماكاروفا على موقع الموسوعة البريطانية (الإنجليزية)
- نتاليا ماكاروفا على موقع مونزينجر (الألمانية)
- نتاليا ماكاروفا على موقع ميوزك برينز (الإنجليزية)
- نتاليا ماكاروفا على موقع قاعدة بيانات برودواي على الإنترنت (الإنجليزية)
- نتاليا ماكاروفا على موقع قاعدة بيانات الفيلم (الإنجليزية)
- Performances listed in Theatre Archive University of Bristol
- The Ballerina Gallery - Natalia Makarova
- Columbia Encyclopedia entry
- Concise Encyclopædia Britannica entry